# Нордерштапель
Нордерштапель (нем. Norderstapel) — община в Германии, в земле Шлезвиг-Гольштейн. 
Входит в состав района Шлезвиг-Фленсбург. Подчиняется управлению Штапельхольм.  Население составляет 794 человека (на 31 декабря 2010 года). Занимает площадь 15,89 км².